# هانس ريجوتي
هانس ريجوتي (بالألمانية: Hans Rigotti) هو لاعب كرة قدم ألماني في مركز الوسط، ولد في 15 مايو 1947 في ميونخ في ألمانيا. لعب مع بايرن ميونخ وشتوتغارت كيكرز ونادي نورنبرغ.

## وصلات خارجية
- هانس ريجوتي على موقع قاعدة بيانات كرة القدم.إي يو (الإنجليزية)
- هانس ريجوتي على موقع بيانات كرة القدم. دي إي (الألمانية)
- هانس ريجوتي على موقع عالم كرة القدم.نت (الإنجليزية)